# Гуриево
Гуриево — деревня в Сокольском районе Вологодской области.
Входит в состав Боровецкого сельского поселения, с точки зрения административно-территориального деления — в Боровецкий сельсовет.
Расстояние по автодороге до районного центра Сокола — 13 км, до центра муниципального образования Обросова — 2 км. Ближайшие населённые пункты — Турбаево, Большой Двор, Грибаново.
По переписи 2002 года население — 5 человек.